# N-아세틸글리신아마이드
N-아세틸글리신아마이드(영어: N-acetylglycinamide)는 글리신의 유도체이다.

## 같이 보기
- 아세틸글리신아마이드 클로랄 수화물
- N-아세틸글리신